# Lee Yi-hsuan
Lee Yi-hsuan (ur. 2 sierpnia 1992 na Tajwanie) – tajwańska siatkarka grająca jako libero. Obecnie występuje w drużynie National Taiwan Normal University.